# Белецкое (Полонский район)
Белецкое (укр. Білецьке) — село в Полонском районе Хмельницкой области Украины.
Население по переписи 2001 года составляло 481 человек. Почтовый индекс — 30543. Телефонный код — 3843. Занимает площадь 1,1 км².

## Местный совет
30543, Хмельницкая обл., Полонский р-н, с. Белецкое, ул. Центральная, 24